# Бюхель, Марко
Ма́рко Бю́хель (нем. Marco Büchel, род. 4 ноября 1971 года в Валенштадте, Швейцария) — лихтенштейнский горнолыжник, участник 6 подряд зимних Олимпиад (1992, 1994, 1998, 2002, 2006, 2010) и восьми подряд чемпионатов мира.
Спортивные прозвища — Бюх (Buex), Поло (Polo), Митч (Mitch).

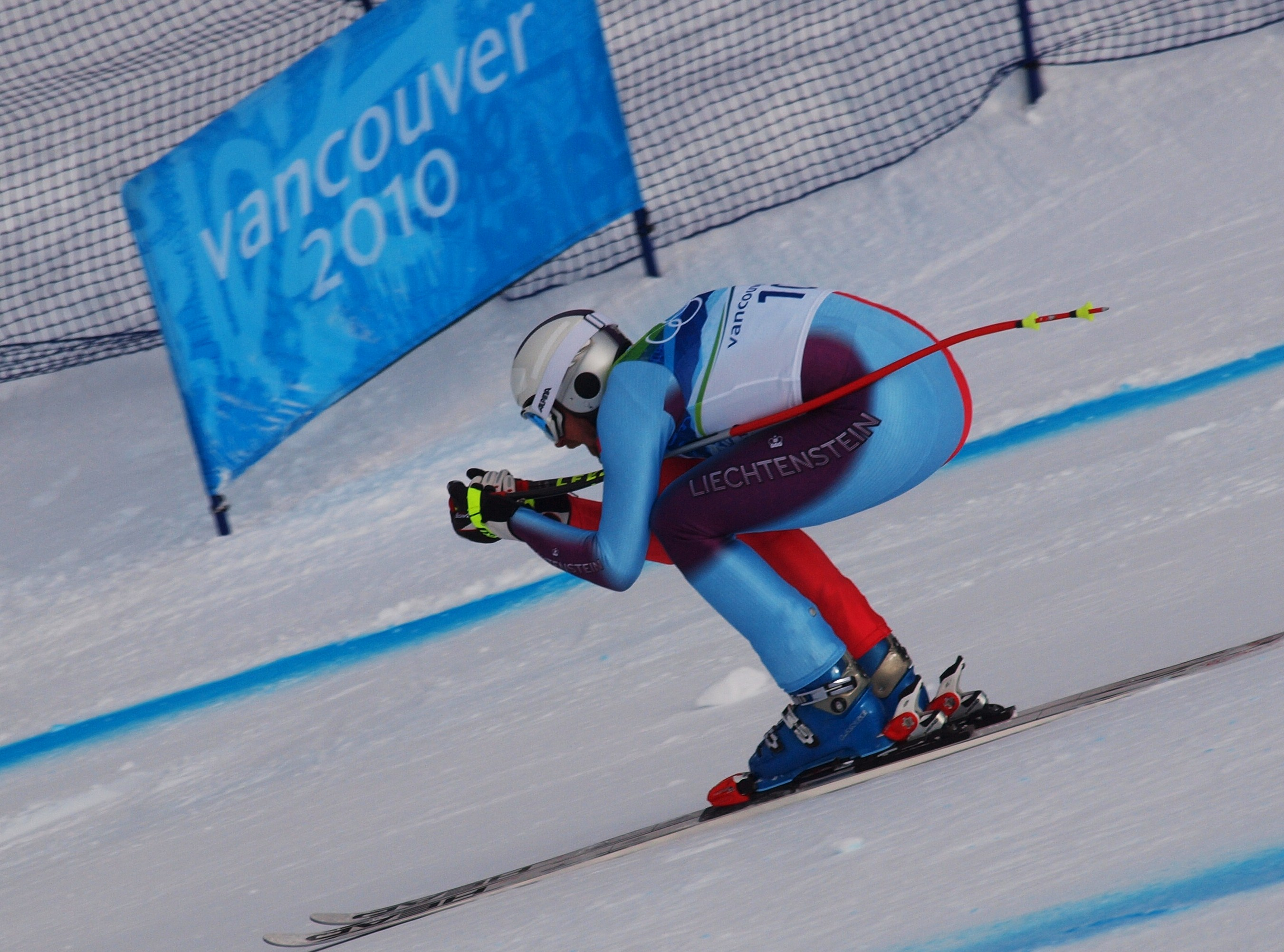
Марко Бюхель на трассе скоростного спуска на Олимпиаде-2010

18 января 2008 года Бюхель стал победителем этапа Кубка мира в супергиганте в Кицбюэле, установив таким образом новый рекорд, став самым возрастным победителем этапов Кубка мира (в возрасте 36 лет и 3 месяцев). Швейцарец Дидье Кюш в 2011 году превзошёл достижение Марко, победив на этапе Кубка мира в ещё более старшем возрасте.
Лучшее достижение на Олимпийских играх — 6-е место в супергиганте в 2006 году в Турине. Знаменосец сборной Лихтенштейна на церемонии открытия Олимпийских игр 2002 года.
На чемпионате мира выиграл серебро в гигантском слаломе в 1999 году (лишь 0,05 сек Бюхель уступил норвежцу Лассе Чьюсу, который установил на том чемпионате редкое достижение — медали во всех пяти дисциплинах). Также можно отметить пятое место в супергиганте на чемпионате мира 2005 года в Бормио (0,38 сек от третьего места) и 4-е место в скоростном спуске в 2009 году в Валь-д’Изере (в возрасте 37 лет), когда Марко 0,35 сек уступил бронзовому призёру.

## Результаты
- Кубок мира
  - 2003: 2-е место в супергиганте
  - 2007: 2-е место в скоростном спуске

- Чемпионат мира
  - 1999: Серебро в гигантском слаломе

- Чемпионат Швейцарии
  - 1999/2000: Чемпион в скоростном спуске, гигантском слаломе, комбинации
  - 2000/2001: Чемпион в параллельном слаломе

### Победы на этапах Кубка мира (4)
| № | Сезон   | Дата        | Место               | Дисциплина           |
| - | ------- | ----------- | ------------------- | -------------------- |
| 1 | 2002/03 | 23 фев 2003 | Гармиш-Партенкирхен | Супергигант          |
| 2 | 2005/06 | 17 дек 2005 | Валь-Гардена        | Скоростной спуск     |
| 3 | 2006/07 | 25 ноя 2006 | Лейк Луиз           | Скоростной спуск (2) |
| 4 | 2007/08 | 18 янв 2008 | Кицбюэль            | Супергигант (2)      |

### Марко Бюхель на зимних Олимпийских играх
| Олимпийские игры    | Скоростной спуск | Супергигант | Гигантский слалом | Слалом | Комбинация |
| ------------------- | ---------------- | ----------- | ----------------- | ------ | ---------- |
| 1992 Альбервиль     | —                | 36          | DNF               | —      | —          |
| 1994 Лиллехаммер    | 40               | 32          | DNF               | —      | 33         |
| 1998 Нагано         | —                | —           | 14                | —      | —          |
| 2002 Солт-Лейк-Сити | 29=              | 13=         | 17                | —      | —          |
| 2006 Турин          | 7                | 6           | DNF               | —      | —          |
| 2010 Ванкувер       | 8                | DNF         | —                 | —      | —          |